# Thinkin Bout You
«Thinkin Bout You» (с англ. — «Думая о тебе») — песня, исполненная американским певцом Фрэнком Оушеном и выпущенная в качестве ведущего сингла из его дебютного студийного альбома Channel Orange (2012). Она была написана Оушеном в соавторстве с Н. Коби и спродюсирована Ши Тейлором.
В начале 2011 года Бриджит Келли и её продюсерская команда обратились к Оушену с просьбой сочинить песню для дебютного альбома певицы, и в конечном итоге была написана «Thinking About You». 28 июля того же года Оушен разместил демозапись трека в собственном исполнении в своём блоге на tumblr, но вскоре удалил её. Вслед за этим Келли, которая к тому времени уже исполняла акустическую версию песни, изменила её название на «Thinking About Forever» и записала её для своего дебютного мини-альбома Every Girl. Позднее Оушен объяснил своё решение выпустить собственную версию песни тем, что для него она всё ещё оставалась очень личной. 8 марта 2012 года на интернет-радио iHeartRadio состоялась премьера ремастерированной версии «Thinkin Bout You», предназначенной для выпуска в качестве ведущего сингла с дебютного альбома Оушена. В апреле 2012 года она официально была отослана на радиостанции и поступила в продажу на iTunes. В пластинку Channel Orange, изданную 17 июля 2012 года, вошёл повторно изменённый и спродюсированный Ши Тейлором вариант песни, включающий в себя дополнительную партию струнных. Арт-группа High5Collective сняла видеосопровождение к «Thinkin Bout You», выпущенное 15 сентября 2011 года.
Текст песни посвящён недоступной любви, порождающей смятение в душе; в ней также выражаются чувства сожаления и горя. Песня получила положительные отзывы от музыкальных критиков, которые высоко оценили атмосферный ритм, фальцет Оушена и его талант сочинителя. Некоторые критики отметили возможный бисексуальный подтекст, содержащийся в «Thinkin Bout You». В журнале Complex он занял четвёртое место среди лучших треков 2011 года. В сентябре 2012 года песня достигла 39-го места в американском чарте Billboard Hot 100 и 117-й строки в хит-параде Великобритании. Оушен исполнял её во время турне по Северной Америке и Европе в ноябре 2011 и на фестивале «Коачелла» в апреле 2012-го. Она также исполнялась на гастролях, проведённых в поддержку Channel Orange в 2012 году.
SBTRKT ремикшировал трек, а Flying Lotus обнародовал незаконченный ремикс под названием «Binge Eating Without You». Кавер-версию «Thinkin bout You» записал Джастин Бибер в дуэте с Джейденом Смитом.
3 апреля 2013 года группа Jonas Brothers спела кавер песни в студии On Air with Ryan Seacrest, представляя песню «Pom Poms», выпущенную 2 апреля 2013 года.

## Чарты
| Чарт (2012–13)                       | Высшая позиция |
| ------------------------------------ | -------------- |
| Дания (Tracklisten)                  | 33             |
| Japan (Billboard Japan Hot 100)      | 87             |
| New Zealand (RIANZ)                  | 30             |
| South Korea (Gaon Chart)             | 88             |
| UK Singles Official Charts Company   | 94             |
| UK R&B (Official Charts Company)     | 16             |
| US Billboard Hot 100                 | 32             |
| US Hot R&B/Hip-Hop Songs (Billboard) | 7              |

| Чарт (2012)                          | Позиция |
| ------------------------------------ | ------- |
| US Hot R&B/Hip-Hop Songs (Billboard) | 46      |

| Chart (2013)                         | Position |
| ------------------------------------ | -------- |
| US Hot R&B/Hip-Hop Songs (Billboard) | 37       |

## Сертификация
| Регион | Сертификация | Продажи   |
| --- | ------------ | --------- |
| Бразилия (ABPD) | Золотой      | 30 000    |
| Канада (Music Canada) | Золотой      | 40 000*   |
| Великобритания (BPI) | Платиновый   | 600 000   |
| США (RIAA) | Платиновый   | 1 000 000 |
| Стриминг |              |           |
| Дания (IFPI Danmark) | Платиновый   | 1 800 000 |
| * Данные о продажах приведены только на основе сертификации. · Данные о продажах + прослушиваниях приведены только на основе сертификации. · Данные только о прослушиваниях приведены на основе сертификации. |              |           |